# 千葉信男
千葉 信男（ちば のぶお、1923年12月10日 - 1967年8月10日）は、日本の俳優、コメディアン。

## 生涯
実業家の千葉芳男と友子（1896年生、宮城県の大友耕三の妹）の三男として東京府東京市淀橋区下落合（現在の東京都新宿区）に生まれる。兄に恭、茂、姉に篤子、弟に孝、芝之がいる。
父芳男は1889年11月3日に宮城県志田郡の仙台藩士族千葉軍記（農事試験場の助手を勤めたのち、上海に渡り、旅館の萬蔵館を経営）の長男として生まれ、東京商工学校卒業後、浅野セメントに入社し、本社検査課や川崎、深川両工場のスレート部、共同販売会社主任、東京支店長心得などを務めたのち独立。1931年に日本スレート販売株式会社が創立されると社長となった。ほかに昭和機械工業株式会社代表、日華平紀廠と東洋建築板株式会社の取締役を務めた。
信男は智山中学校卒業。明治大学法学部卒。
1946年、NHK東京放送劇団(第2期生)に入団。翌年に退団し、三木鶏郎グループに参加。NHKラジオ「日曜娯楽版」の「冗談音楽」で活躍した。1950年、『笑う地球に朝が来る』で映画初出演。喜劇映画を中心に特異な存在感を示した。虻蜂座を経て、1951年、民間放送開局とともにフリーランスとなり、ラジオ、テレビ、舞台で活躍した。身長174センチ、体重100キロを越える巨体でアイロニカルな表情のコメディアンとして人気を得た。出演作にマキノ雅弘監督の『次郎長三国志』シリーズ、黒沢明監督『赤ひげ』などがある。1963年時点では中川プロに所属していた。1967年8月10日、44歳にて没した。戒名は信生院藝能喜楽居士。仏教の禅宗の信者であった。墓所は小平霊園(8-1-7)。

## 出演作品

### 映画
- 笑う地球に明日が來る（1950年）
- 次郎長三国志 第四部 勢揃い清水港（1953年）
- 次郎長三国志 第六部 旅がらす次郎（1953年）
- 次郎長三国志 第七部 初祝い清水港（1954年）
- 家庭の事情 馬ッ鹿じゃなかろかの巻（1954年）
- 続家庭の事情 さいざんすの巻（1954年）
- 恋化粧（1955年）
- スラバヤ殿下（1955年）
- 猿飛佐助（1955年)
- 忘れないよ（1955年）
- 歌くらべ三羽鳥（1955年）
- 森繁の新婚旅行（1956年）
- ますらを派出夫会（1956年）
- びっくり捕物帖 女いれずみ百万両（1956年）
- 続 ますらを派出夫会 お供は辛いネの巻（1956年）
- 剣豪対豪傑 誉れの決戦（1956年）
- のり平の浮気大学（1956年）
- 幽霊タクシー（1956年）
- 体当り殺人狂時代（1957年）
- 次郎長意外伝 大暴れ三太郎笠（1957年）
- 続・サザエさん（1957年）
- 日米花嫁花婿入替取替合戦（1957年）
- 月と接吻（1957年）
- 花嫁は待っている（1957年）
- 善太と三平物語 お化けの世界（1957年）
- 次郎長意外伝 大暴れ次郎長一家（1957年）
- 負ケラレマセン勝ツマデハ（1958年）
- 美しい庵主さん（1958年）
- 人生劇場 青春篇（1958年）
- 次郎長意外伝 灰神楽木曽の火祭（1958年）
- 孫悟空（1959年）
- サラリーマン出世太閤記 課長一番槍（1959年）
- 恐妻党総裁に栄光あれ（1960年）
- 天使が俺を追い駈ける（1961年）
- 猫の鰹節 ある詐話師の物語（1961年）
- 誰よりも金を愛す（1961年）
- 喜劇 駅前団地（1961年）
- 恋と出世に強くなれ!（1963年）
- 女弥次喜多 タッチ旅行（1963年）
- 幕末残酷物語（1964年）
- 赤ひげ（1965年）
- 006は浮気の番号（1965年）
- 戦場にながれる歌（1965年）
- 喜劇 駅前競馬（1966年）

### テレビドラマ
- 悪魔くん 第24話「カマキリ仙人」（1967年、NET / 東映） - 健二、情報屋の先祖（2役）※遺作

### 人形劇
- ひょっこりひょうたん島（ドタバータ）

### クイズ番組
- ぴよぴよ大学（オンドリ博士）
- ダイビングクイズ（初代司会）

### 吹き替え
- わんわん物語（タフィー、巡査）※1956年版